# Prins Patrickeiland
Prins Patrickeiland (Engels: Prince Patrick Island, Frans: Île du Prince-Patrick) in de Noordelijke IJszee is het meest westelijke van de Koningin Elizabetheilanden in Canadese Arctische Archipel. Bestuurlijk behoort het tot het territorium Northwest Territories.
Het eiland is onbewoond en heeft een oppervlakte van 15.848 km². Daarmee is het qua grootte het 55e eiland ter wereld en het 14e eiland van Canada. Het hoogste punt meet 247 m.
In 1853 werd het voor het eerst onderzocht en later werd het genoemd naar prins Arthur William Patrick van het Verenigd Koninkrijk, die van 1911 tot 1916 gouverneur-generaal van Canada was.